# Альфред фон Тірпіц
Альфред фон Тірпіц (нім. Alfred von Tirpitz; 19 березня 1849, Кюстрін, провінція Бранденбург — 6 березня 1930, Ебенгаузен) — німецький військово-морський діяч, гросс-адмірал (27 січня 1911), командувач флотом, військово-морський міністр (держсекретар кайзерівського Управління ВМС).

## Ранні роки

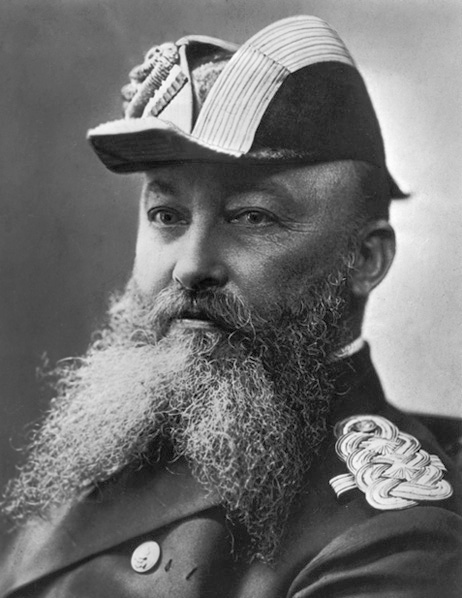
А. фон Тірпіц

Альфред фон Тірпіц народився 19 березня 1849 р. в м. Кюстрині. Він походив з сім'ї небагатого бюргера. Батько відправив його і брата не в гімназію, а в реальне училище, де у Альфреда були посередні успіхи. За порадою шкільного товариша Мальцана він весною 1864 року склав вступні іспити в Берлінське військово-морське училище. Флот того часу не користувався в Німеччині популярністю. У 1866 році юнак був артилеристом на вітрильному корветі «Ніобея», який в Ла-Манші очікував зіткнення з австрійським паровим корветом «Ерцгерцог Карл». У 1870 році він служив молодшим лейтенантом на найсильнішому кораблі першої броненосної ескадри «Кеніг Вільгельм». Ескадра вийшла в море, але не наважилася вступити в бій з французами, які переважали німців числом. Моряки несли постійну дозорну службу, виглядаючи зірвані з якорів міни [3].
У 1871 році Тірпіц був старшим офіцером канонерки «Бліц», яка базувалася спочатку на Ельбі, а з 1872 року її послали німецькі промисловці для охорони лову оселедця. У 1873 році, коли Тірпіц став вахтовим офіцером на «Фрідріх Карл», корабель направили для захисту інтересів німецьких громадян в Іспанії, де йшла громадянська війна; корабель спільно з англійцями брав участь в захопленні повстанських суден, які обстрілювали приморські міста.
У 1870-х роках артилерійський офіцер Тірпіц опановував механізацію артилерійської справи. Коли у 1877 році усвідомлено значення мінної зброї, Тірпіца послали в Фіуме для прийому міністра Вайтгеда. Він стояв на чолі торпедної справи з травня 1878 року, у 1879 і 1880 роках продемонстрував успішне торпедування кронпринцу і кайзеру. Моряк рекомендував торпедну зброю, як і інші нововведення, тільки в міру того, як вони ставали реальною силою, щоб, як він писав, «створити в найкоротший термін і з обмеженими можливостями першокласний флот, а не музей…». На ранній стадії Тірпіц займався вирішенням технічних питань, однак слідом за тим на поверхню спливли проблеми використання торпед як нового виду зброї. У зимові місяці моряк організував курси торпедної справи для офіцерів і унтер-офіцерів. Розроблена методика була застосована на кораблях офіцерами, яких він пілготував. Тірпіц привчав моряків до самостійності, допомагав долати страх перед сутичками, який у той час існував. Почавши з одиночного маневрування, він переходив до дій загонами, вимагаючи рівня бойової підготовки більш високого, ніж на інших кораблях. Моряк вселяв офіцерам, що маневри дозволяють встановити недоліки в тактиці, але не гарантують, що успішні дії на навчаннях можуть служити рецептом у разі війни. Він проповідував принципи для міноносців у бою: «йти на зближення і стріляти в середину», «діяти згідно ситуації». Завдяки зусиллям Тірпіца розвиток військово-морського флоту в кайзерівській Німеччині не пішов по шляху створення прибережного флоту. Він наполіг на будівництві міноносців, придатних для дій у Північному морі. Однак Тірпіц вважав, що мінна зброя ніколи не замінить лінійних кораблів як основної сили флоту [3].

## На чолі флоту
У 1886 році Тірпіца поставили на чолі створеної ним мінної інспекції, яка об'єднала керівництво військовою підготовкою, верфями і майстернями. У 1887 році Тірпіц командував флотилією міноносців, що супроводжувала майбутнього кайзера Вільгельма, і познайомився з принцом, що цікавився військово-морський технікою. Проте подальші морські міністри погано уявляли роль мінної зброї. Тірпіцу довелося докласти зусиль, щоб зберегти торпедну справу. У 1889—1890 роках він командував у Середземному морі кораблями «Пройссен» і «Вюртемберг». Потім його хотіли зробити інспектором верфей, однак за пропозицією канцлера фон Капріві кайзер призначив його начальником штабу Балтійського флоту.
Коли під час дискусії на обіді для моряків у Кілі навесні 1891 року Вільгельм II виявився незадоволений тим, що виступаючі не пропонують шляхів поліпшення справи, Тірпіц висловив свої міркування. Мабуть, з цієї причини у січні 1892 року кайзер призначив Тірпіца начальником штабу верховного командування. Йому, як людині, що мала широкі знання в історії і тактико-стратегічній підготовці, запропонували розробити тактику Флоту відкритого моря. Той запросив у штаб фахівців, які працювали з ним у мінній інспекції. В першу чергу він звернув увагу на підвищення бойової підготовки і чинив опір сухопутному підходу до мобілізації, при якій кораблі в мирний час повинні були половину екіпажу розпускати. Тірпіц просив дати йому свободу дій в області інтелектуальної підготовки флоту, доручивши всі інші питання статс-секретарю морських справ.
Тірпіц не погодився з практикою старого військово-морського статуту. На осінніх навчаннях 1892 року між морським відомством і верховним командуванням виникли розбіжності, і був складений новий статут, проєкт якого готував Тірпіц. Наступним кроком стало поліпшення бойової підготовки на кораблях. Восени кораблі об'єднали під безпосереднім керівництвом вищого командування. З кораблів створювали значні з'єднання, проте чисельність флоту була настільки малою, що застосовуючи «бутафорські» кораблі, вдалося представити на навчаннях битву двох флотів. На основі маневрів 1892—1894 років були розроблені лінійна тактика і принцип ескадреної організації, за якої в тактичну одиницю — ескадру входило не більше 8 кораблів; при більшій чисельності ескадри з'єднували в загальний стрій. Наявність молодших флагманів на чолі ескадр дозволяло в бою діяти самостійно, навіть якщо сигнали головнокомандувача не було видно. Тірпіц відновив термін «лінійний корабель». Він стверджував, що в цей період його найбільшим досягненням стало підвищення військового духу на флоті [3].
Морське відомство тоді в основу діяльності ставило крейсерську війну. У доповіді про флот, яку кайзер особисто хотів прочитати для депутатів взимку 1894—1895 років, він також виходив з цієї тези. Однак Тірпіцу вдалося до доповіді викласти Вільгельму II сенс однієї з своїх доповідних записок, в якій він стверджував, що метою тактичного організаційного розвитку повинен стати бій. Наступного дня доповідач говорив не тільки про крейсерські війни, але і про лінійний флот, що шокувало депутатів. Отримавши у грудні 1895 року доручення кайзера дати висновок на записку верховного командування про будівництво флоту, Тірпіц виклав свій підхід. Він вважав, що намітилася не лише тактична необхідність у лінійному флоті, але і політична, бо бурхливий економічний і демографічний зліт Німеччини вимагав участі країни в переділі світу, а це неминуче вело до зіткнення з володаркою морів — Англією. Вже можна було говорити про те, що Німеччина запізнилася на розподіл колоній. Крім того, розстановка сил в Європі робила союз з Німеччиною цінним не стільки через армію, скільки через флот [3].
Навесні 1896 року Тірпіца призначили командувачем Східно-Азійською крейсерською ескадрою. Він отримав завдання знайти на узбережжі Китаю пункт для спорудження військово-морської бази, та як захищаючи інтереси німецької торгівлі, ескадра залежала від англійських доків ву Гонконзі. Тірпіц вважав єдино придатним і з військової, і з економічної точки зору район Циндао. Завдяки його наполегливості після довгих коливань Берлін погодився з думкою адмірала.
Навесні 1897 року Тірпіц отримав наказ повертатися і через США прибув у Берлін. Його збиралися призначити морським статс-секретарем. Відразу ж адмірал висловив зауваження щодо проєкту закону про флот, який передбачав створення великого закордонного флоту. Він сказав кайзеру, що оскільки рішуча крейсерська і океанська війна проти Англії неможлива без баз і через особливості географічного положення Німеччини, для захисту інтересів країни потрібен великий флот між Гельголандом і Темзою. Він вважав, що необхідно створити флот, союз з яким був би вигідним; до вирішення цієї мети було слід уникати міжнародних конфліктів. Адмірал просив консультуватися з ним щодо політичних питань, пов'язаних з використанням кораблів за кордоном. Тірпіц отримав згоду, але в подальшому кайзер і верховне командування не раз порушували обіцянку [3].
Передавши поточні справи заступнику, Тірпіц зайнявся підготовкою кораблебудівної програми. Він наполягав на тому, щоб програму прийняли як закон. Це стало потрібним для узгодження бачень морського відомства, рейхстагу і самого кайзера з його багатою фантазією. Німеччина не могла собі дозволити створювати музей з різнотипних кораблів. Флот слід було розвивати з упевненістю, що в рамках закону кошти будуть гарантовано надані [3].
Завдяки підтримці впливових осіб, до яких звертався Тірпіц, і розгорнутій кампанії в пресі, підтримки ідеї розвитку флоту, закон про кораблебудівну програму був прийнятий. Однак адмірал розумів, що після закінчення 6-річної програми-мінімуму 1897 року необхідно розробити наступні. Вже на початку 1900 року була написана новела (доповнення) до закону, пов'язана зі зростанням цін; зважаючи на образливі дії англійців і американців проти німецьких суден, новелу прийняли швидко. Друга суднобудівна програма розроблювалася вже з урахуванням суперництва Німеччині та Англії на морі; нічим іншим не можна було пояснити подвоєння чисельності суден. Тірпіц хотів уникнути погроз на адресу Англії, однак через антианглійську кампанію в пресі був змушений сказати у грудні 1899 року в рейхстазі, що програма передбачена на випадок зіткнення з самим сильним флотом в Північному морі. Він прагнув створити співвідношення сил, при якому боротьба з німецьким флотом стала б ризикованою для англійців [3].
Програму прийняли у 1900 році. Виключивши крейсери з закордонної служби, рейхстаг підтримав створення лінійного флоту. Сам Тірпіц обіцяв кайзеру, що той до кінця виконання програми отримає 38 броненосців з кораблями супроводу, і даний флот, що поступався лише англійському, стане запорукою безпеки країни. У тому ж році моряк отримав дворянство [3].
Завдяки вжитим заходам при скромних витратах вдалося створити флот, який чисельно поступався англійському, проте переважав його в живучості, броньованому захисті й інших якостях. Паралельно довелося вирішувати проблеми розширення шлюзів і каналів, щоб можна було виводити в море кораблі великих розмірів. Тірпіц обережно використовував новинки. Зокрема, підводні човни він запропонував пустити в серію, коли з'явилися і пройшли перевірку морехідні зразки. Човни адмірал пропонував будувати в кількості, необхідній для боротьби з ворожою торгівлею. Сумніваючись в ефективності дирижаблів, він підтримав розвиток морської авіації.
По мірі розвитку флоту Тірпіц домігся, щоб крім крейсерських ескадр, що з'єднували Німеччину з її громадянами за кордоном, і нові кораблі ходили в далекі плавання з метою отримати практику і продемонструвати свій прапор.
Тірпіц виступав в ролі політичного діяча, якому доводилося маневрувати між вимогами кайзера і керівниками кабінетів міністрів. Найчастіше адмірала не ставили до відома про зовнішньополітичні дії, які могли бути сприйняті як виклик Великою Британією або іншими країнами. Нерідко зовнішню політику вели люди, які порушували принципи адмірала: всіляко зберігати мир і уникати інцидентів, що ображали англійців. Сам кайзер допускав публічні висловлювання, які можна було сприйняти як загрози морським супротивникам. Тірпіц вважав за необхідне підтримувати добрі відносини з Росією; однак будівництво залізниці Берлін — Багдад і відмова від договору з Росією у 1890 році призвели до встановлення російсько-французький союзу і зростання антинімецьких настроїв в Санкт-Петербурзі. Він вважав, що зовнішня політика Німеччини перед світовою війною призвела до ослаблення її престижу в світі і погіршення відносин з багатьма країнами, включаючи США та Японію [1].
З 1906 року Тірпіц домагався будівтицтва щорічно в середньому 3-х великих кораблів і скорочення терміну їх служби, щоб швидше оновлювати корабельний склад. Це викликало занепокоєння в Англії. Тірпіц, щоб зменшити занепокоєння, був згоден закріпити перевагу британського флоту над німецьким у співвідношенні 16:10, яке запропонував Черчілль. Однак морську угоду так і не було підписано, бо в основі лежали економічні протиріччя між двома країнами, що боролися за панування в світі.
У 1908—1918 роках Тірпіц обирався членом прусської верхньої палати парламенту. Після Агадирської кризи 1912 року він запропонував тримати в першій лінії не 2, а 3 ескадри, щоб можна було підвищити бойову підготовку моряків і службовців на одному кораблі. На переговорах з англійським послом Ходценом він погодився на мінімальні поступки, зрозумівши, що Велику Британію влаштувала би лише повна відмова Німеччини від розвитку флоту.
У 1911 році Тірпіц отримав чин гросс-адмірала. Але протягом 1911-1912-х він не раз подавав у відставку, борючись за створення морської сили у відповідності із Законом про флот 1900 року [2].
У 1912—1914 роках завдяки зменшенню числа кораблів, що будувалися в рік, з трьох до двох, англо-німецькі відносини помітно покращилися. У 1913 році було досягнуто навіть угоду на основі співвідношення 16:10. Проте не варто переоцінювати це поліпшення. У 1914 році запропоноване Тірпіцом збільшення витрат на службу флоту в іноземних водах поряд з необережними діями дипломатії призвели до протесту Англії. Але відносини двох країн виглядали так добре, що вперше за багато років англійська ескадра прибула до Німеччини на святкування Кільського тижня. Стосунки зіпсувались лише після вбивства в Сараєво.
Тірпіца на початку переговорів, які призвели до війни, не було в Берліні. Він повернувся лише 27 липня, коли за наказом кайзера флот прийшов до портів. Він не знав про небезпеку вступу у війну Англії. Однак, коли Німеччина оголосила війну Росії і готувалася оголосити війну Франції, Тірпіц зазначив, що прохід німецьких військ через Бельгію призведе до вступу у війну Англії. Так і вийшло [3].

## Перша світова війна
27 і 28 серпня гросс-адмірал наполягав на тому, що вістря політики слід направити проти Англії, але виявився практично на самоті. Уряд, всупереч пропозиціям морського статс-секретаря, робив все для примирення з Англією на морі, що призводило до зворотних результатів, а Тірпіц виглядав прихильником війни. Не було погоджено співробітництво флоту з армією, яка вважала дії на морі другорядними. Гросс-адмірал бачив основні шляхи тиску на англійців у захопленні узбережжя у Кале і Фландрії. Однак більшість не бажало дратувати Англію, використовуючи тільки сам факт існування флоту.
Тірпіц також вважав, що флот зробив чимало, забезпечивши судноплавство на Балтиці і фланги армії, захистивши нейтралітет Голландії і Данії та охороняючи від тісної блокади береги Німеччини, створивши союзникам загрозу на Середземному морі і спонукавши вступити у війну Туреччину. Він відтягнув величезні ресурси і півтора-два мільйони англійців на підтримку їх власного гігантського флоту, чим полегшив дії армії. Успіхом були і крейсерські операції, які коштували втричі дешевше, ніж завданий ними збиток. Однак результат був би кращим, якби влада приймала вірні рішення й існувало єдине керівництво морським відомством [3].
Плани Тірпіца 1890-х років були розраховані на нейтралітет Англії. Однак коли у середині 90-х років змінилася ситуація, морський статс-секретар вже не брав участь у розробці планів, а в останні передвоєнні роки від нього цей план приховували. Тірпіц був здивований тим, що за даним планом флот у Північному морі мав вести малу війну для ослаблення противника і лише за зручних обставин дозволялося діяти активно. Генеральний морський штаб очікував нападу англійців і битви при Гельголанді. Тірпіц же вважав, що необхідно проявити ініціативу, користуючись поривом моряків і тим, що англійці не знають технічної переваги німецьких кораблів [3].
Під час нападу англійців на Гельголанд проти них було вислано лише крейсери; головні сили залишалися на базі, хоча і зручно було завдати удару й знищити частину ворожого флоту біля своїх берегів. Однак втрата 3 крейсерів замість переоцінки планів призвела до того, що оборонна тенденція посилилася. Кайзер вимагав уникати втрат і всі великі виходи кораблів погоджувати з ним. Спроба Тірпіца пояснити монарху згубність такої стратегії призвела до відчуження між ними [2].
Тірпіц вважав основними причинами погіршення настроїв на суднах флоту його бездіяльність і агітацію соціалістів. Бездіяльність же випливала з позиції морського штабу і командування флотом. Спроби Тірпіца домогтися активних дій флоту вели до його ізоляції. На пропозицію поставити його на чолі об'єднаного командування флоту кайзер не погодився. Він зрозумів, що його рекомендацій не дотримуються [3].
Гросс-адмірал вважав, що існуючі правила морського права не відповідають зміненим обставинам. У відповідь на порушення морського права англійцями він заговорив про підводну блокаду. Коли це питання обговорював морський штаб восени 1914 року, Тірпіц запропонував не оголошувати блокаду берегів Англії раніше, ніж з'явиться необхідна кількість підводних човнів, і почати з малого, з блокади гирла Темзи. Однак у лютому було вирішено оголосити небезпечною зоною для судноплавства прибережні води Англії і Ла-Маншу, що викликало невдоволення багатьох країн. Протести США після потоплення «Лузітанії» призвели до обмеження підводної війни, зробивши її неефективною; пропозиція Тірпіца звинуватити Америку в порушенні нейтралітету у зв'язку з постачанням нею зброї воюючим країнам не використовували. Тільки у 1916 році командування армії погодилося з Тірпіцом, що єдина можливість змінити ситуацію у війні — застосувати необмежену підводну війну. Так як кайзер відхилив пропозицію про підводну війну і навіть не залучив Тірпіца до наради з цього питання, 12 березня адмірал звернувся із черговим проханням про відставку і отримав її 17 березня 1916 року. Він ще у квітні намагався вплинути на рішення відмовити у вимозі США припинити німецьку підводну війну, але безуспішно. Навесні 1917 року втрати Англії в тоннажі внаслідок необмеженої підводної війни виявилися настільки великі, що поставили країну на межу катастрофи. Тірпіц вважав, що надводний флот восени 1914-го і підводний — навесні 1916 року могли привести до перемоги [1].
У вересні 1917 року разом з В. Каппом Тірпіц заснував Німецьку вітчизняну партію з метою викликати у німецького народу національний рух, щоб протистояти соціалістам — прихильникам миру за всяку ціну, і тим самим показати за кордоном, що в Німеччині не вичерпалися сили опору. Але німецький уряд не скористався рухом для того, щоб домогтися кращих умов завершення війни, і звинуватив партію в анексіонізмі. В результаті нерозуміння уряду партія не могла добитися успіху. Вольфганг Кап 13 березня 1920 року разом з групою офіцерів рейхсверу (Людендорф й ін.) підняв заколот, але 17 березня його придушили берлінські робітники [3].
У 1919 році Тірпіц видав «Спогади», в яких пояснив поразку Німеччини тим, що з вини політичного керівництва німецький флот не був належного застосований. У 1924—1928 роках він — член рейхстагу від німецької національно-народної партії. Помер Тірпіц 6 березня 1930 в Ебенгаузені біля Мюнхена [3].
Його іменем назвали один з найбільших лінійних кораблів гітлерівського флоту.

## Звання
- Кадет (24 квітня 1865)
- Морський кадет (24 червня 1866)
- Унтер-лейтенант-цур-зее (22 вересня 1869)
- Лейтенант-цур-зее (25 травня 1872)
- Капітан-лейтенант (18 листопада 1875)
- Корветтен-капітан (17 вересня 1881)
- Капітан-цур-зее (24 листопада 1888)
- Контр-адмірал (13 травня 1895)
- Віце-адмірал (5 грудня 1899)
- Адмірал (14 листопада 1903)
- Грос-адмірал (27 січня 1911)

## Нагороди
- Імперська військова медаль 1870/71 (31 грудня 1871)
- Орден Червоного орла
  - 4-го класу (2 грудня 1879)
  - 3-го класу з бантом (9 листопада 1889)
  - 2-го класу з дубовим листям (18 січня 1897)
  - зірка до ордена 2-го класу з дубовим листям (27 січня 1899)
  - 1-го класу з дубовим листям (27 січня 1900)
  - великий хрест з дубовим листям і короною (1905 або 1906)
- Хрест Морських заслуг (Іспанія)
  - 2-го класу (26 квітня 1881)
  - великий хрест (27 жовтня 1902)
- Орден Корони (Пруссія)
  - 3-го класу (16 березня 1886)
  - 2-го класу (3 вересня 1892)
  - зірка до ордена 2-го класу (18 січня 1898)
  - 1-го класу з короною (1903)
- Хрест «За вислугу років» (Пруссія) (9 червня 1888)
- Орден Спасителя (Грецьке королівство)
  - командорський хрест (17 грудня 1889)
  - великий хрест (грудень 1905)
- Орден Меча, командорський хрест 2-го класу (Швеція) (2 липня 1890)
- Орден Корони Італії, великий офіцерський хрест (15 вересня 1893)
- Королівський орден дому Гогенцоллернів
  - лицарський хрест (21 вересня 1894)
  - командорський хрест із зіркою (13 вересня 1901)
  - великий командорський хрест (16 червня 1913)
  - мечі до великого командорського хреста (24 квітня 1915)
  - зірка великого командора з мечами і орденський ланцюг (15 березня 1916)
- Орден Франца Йосифа, великий хрест (Австро-Угорщина) (3 липня 1895)
- Орден Почесного легіону, командорський хрест (Франція) (10 липня 1895)
- Орден «За заслуги» (Баварія)
  - великий командорський хрест (22 жовтня 1895)
  - великий хрест (11 січня 1899)
- Князівський орден дому Ліппе, почесний хрест 1-го класу (1895)
- Столітня медаль (22 березня 1897)
- Орден Фрідріха (Вюртемберг), великий хрест (14 жовтня 1898)
- Китайська медаль (1898)
- Орден військових заслуг (Іспанія), великий хрест (20 травня 1899)
- Орден Церінгенського лева (Велике герцогство Баден)
  - великий хрест з дубовим листям (9 червня 1899)
  - золотий ланцюг до великого хреста (20 червня 1901)
- Орден Альберта (Саксонія)
  - великий хрест (7 липня 1899)
  - великий хрест із зіркою в золоті, срібною короною і мечами (15 грудня 1915)
- Орден Подвійного дракона 1-го ступеня, 2-й клас (Китай) (9 жовтня 1899)
- Орден Білого Орла (Російська імперія) (лютий 1900)
- Орден Філіппа Великодушного, великий хрест (Велике герцогство Гессен) (18 квітня 1900)
- Орден Леопольда, великий хрест (Австро-Угорщина) (23 травня 1900)
- Орден Заслуг герцога Петра-Людвіга-Фрідріха, великий хрест (Велике герцогство Ольденбург) (серпень 1900)
- Орден Грифа, великий хрест (Велике герцогство Мекленбург-Шверін) (9 листопада 1901)
- Орден Святого Олександра Невського (Російська імперія)
  - орден (грудень 1902)
  - орден з діамантами (1908)
- Орден Святих Маврикія та Лазаря, великий хрест (Італія) (31 січня 1903)
- Королівський Вікторіанський орден, лицар Великого хреста (Британська імперія) (1 липня 1904)
- Пам'ятний знак з нагоди срібного весілля імператора Вільгельма II (27 лютого 1906)
- Пам'ятна медаль з нагоди відкриття Музею імператора Фрідріха в Берліні (вересень 1906)
- Орден Карлоса III, великий хрест (Іспанія) (13 листопада 1906)
- Орден Святого Олафа, великий хрест (Норвегія) (15 грудня 1906)
- Орден Данеброг, великий хрест (Данія) (31 грудня 1906)
- Орден Чорного орла
  - орден (27 січня 1907)
  - орденський ланцюг і діаманти (22 травня 1912)
- Південно-Західноафриканська медаль (2 листопада 1907)
- Орден Вази, великий хрест (Швеція) (6 червня 1908)
- Орден Зірки Румунії, великий хрест (16 квітня 1909)
- Орден Білого сокола, великий хрест (Велике герцогство Саксен-Веймар-Ейзенахське) (21 листопада 1909)
- Орден Квітів павловнії (Японія) (1909)
- Орден Вюртемберзької корони, великий хрест (24 грудня 1910)
- Орден дому Саксен-Ернестіне, великий хрест (1910)
- Королівський угорський орден Святого Стефана, великий хрест (20 серпня 1911)
- Орден Заслуг (Чилі), великий хрест (18 вересня 1912)
- Орден «Святий Олександр», великий хрест (Болгарія) (1912)
- Орден «Османіє» 1-го класу (Османська імперія) (1912)
- Орден Вірності (Баден), великий хрест (4 червня 1913)
- Залізний хрест 2-го і 1-го класу
- Військовий Хрест Фрідріха-Августа (Ольденбург) 2-го і 1-го класу
- Pour le Mérite (10 серпня 1915)
- Хрест «За військові заслуги» (Австро-Угорщина) 1-го класу з військовою відзнакою (3 жовтня 1915)
- Ганзейський Хрест
  - Гамбург (19 жовтня 1915)
  - Любек (2 листопада 1915)
  - Бремен (10 листопада 1915)
- Золота медаль «Імтияз» з шаблями (Османська імперія)
- Військова медаль (Османська імперія)
- Нагрудний знак «За поранення» в чорному
- Орден Святого Йоанна (Бранденбург)
- Почесний знак Німецького Червоного Хреста 3-го ступеня